# Panamomops mutilus
Panamomops mutilus là một loài nhện trong họ Linyphiidae.
Loài này thuộc chi Panamomops. Panamomops mutilus được J. Denis miêu tả năm 1962.